# Upside Down (Jack Johnson)
Upside Down è un singolo del cantautore statunitense Jack Johnson, pubblicato il 24 febbraio 2006 come primo estratto dalla colonna sonora Sing-A-Longs and Lullabies for the Film Curious George.
Il brano è la colonna sonora del film Curioso come George e nel videoclip ci sono varie scene tratte dal film.

## Successo commerciale
Il singolo ha raggiunto la posizione #38 della Billboard Hot 100 ed è attualmente l'unico singolo del cantante ad essere entrato nella top 40. Inoltre ha avuto un buon successo in vari paesi in Europa.

## Tracce
CD single
1. Upside Down
2. Breakdown

## Classifiche
| Chart (2006)                      | Peak position |
| --------------------------------- | ------------- |
| Ö3 Austria Top 40                 | 36            |
| Canadian Singles Chart            | 9             |
| German Media Control Charts       | 54            |
| Japan Oricon Singles Chart        | 20            |
| Netherlands Mega Single Top 100   | 56            |
| New Zealand RIANZ Singles Chart   | 22            |
| UK Singles Chart                  | 30            |
| U.S. Billboard Hot 100            | 38            |
| U.S. Billboard Modern Rock Tracks | 25            |